# Хуан-Альдама (муниципалитет)
Хуан-Альдама (исп. Juan Aldama) — муниципалитет в Мексике, входит в штат Сакатекас. Население 19 387 человек.

## История
Город основан в 1880 году . Назван в честь национального героя Мексики  Хуана Альдама.